# Lasse Kukkonen
Lasse Juhani Kukkonen (* 18. září 1981, Oulu, Finsko) je bývalý finský lední hokejista, hrající na pozici obránce za klub Kärpät Oulu ve finské nejvyšší hokejové lize. V minulosti hrál v NHL za kluby Chicago Blackhawks a Philadelphia Flyers.

## Hráčská kariéra
V roce 2003 draftoval Kukkonena klub Chicago Blackhawks jako celkově 151. hráče v pátém kole draftu. Po sezóně 2003/2004 se vrátil zpět do Finska, kde v následující sezóně se svým domovským Kärpätem Oulu vyhrál zlatou medaili.
V sezóně 2006/2007 se Kukkonen vrátil opět do Chicaga a zde odehrál 54 zápasů, aby následně 26. února 2007 přestoupil, v trojité výměně mezi kluby Chicago Blackhawks, Detroit Red Wings a Philadelphia Flyers do Filadelfie. V místním klubu utvořil obrannou dvojici s dalším rodákem z Oulu Joni Pikänenem, se kterým již dříve ve Finsku odehrál čtyři sezóny. 15. května 2007 podepsal s Flyers dvouletou smlouvu.
24. června 2009, podepsal další dvouletou smlouvu, tentokrát s ruským týmem Avangard Omsk, hrající v KHL.
V sezónách 2010/11 a 2011/12 hrál v KHL za klub Metallurg Magnitogorsk.

## Kariéra v reprezentaci
V roce 2006 byl po zranění obránce Samiho Sala nominován na Olympijské hry a odehrál semifinálové utkání proti Rusku a finálový zápas proti Švédsku.

## Ocenění
- Trofej Pekky Rautakalliona – 2005/2006, 2013/2014
- Trofej Mattiho Keinonena – 2002/2003, 2005/2006

## Statistiky

### Klubové statistiky
| Sezona       | Klub                   | Soutěž       | Základní část | Základní část | Základní část | Základní část | Základní část | Play off | Play off | Play off | Play off | Play off |
| Sezona       | Klub                   | Soutěž       | Z             | G             | A             | B             | TM            | Z        | G        | A        | B        | TM       |
| ------------ | ---------------------- | ------------ | ------------- | ------------- | ------------- | ------------- | ------------- | -------- | -------- | -------- | -------- | -------- |
| 2000/2001    | Kärpät Oulu            | SM-l         | 47            | 1             | 5             | 6             | 46            | 9        | 0        | 2        | 2        | 4        |
| 2001/2002    | Kärpät Oulu            | SM-l         | 55            | 2             | 6             | 8             | 42            | 4        | 0        | 3        | 3        | 4        |
| 2002/2003    | Kärpät Oulu            | SM-l         | 56            | 6             | 12            | 18            | 67            | 15       | 1        | 4        | 5        | 16       |
| 2003/2004    | Chicago Blackhawks     | NHL          | 10            | 0             | 1             | 1             | 4             | —        | —        | —        | —        | —        |
| 2003/2004    | Norfolk Admirals       | AHL          | 59            | 3             | 11            | 14            | 58            | 8        | 0        | 0        | 0        | 8        |
| 2004/2005    | Kärpät Oulu            | SM-l         | 55            | 5             | 13            | 18            | 68            | 12       | 0        | 2        | 2        | 6        |
| 2005/2006    | Kärpät Oulu            | SM-l         | 56            | 11            | 16            | 27            | 38            | 11       | 5        | 7        | 12       | 8        |
| 2006/2007    | Chicago Blackhawks     | NHL          | 54            | 5             | 9             | 14            | 30            | —        | —        | —        | —        | —        |
| 2006/2007    | Philadelphia Flyers    | NHL          | 20            | 0             | 0             | 0             | 8             | —        | —        | —        | —        | —        |
| 2007/2008    | Philadelphia Flyers    | NHL          | 53            | 1             | 4             | 5             | 38            | 14       | 0        | 2        | 2        | 6        |
| 2008/2009    | Philadelphia Flyers    | NHL          | 22            | 0             | 2             | 2             | 10            | —        | —        | —        | —        | —        |
| 2008/2009    | Philadelphia Phantoms  | AHL          | 26            | 0             | 11            | 11            | 20            | 4        | 2        | 0        | 2        | 6        |
| 2009/2010    | Avangard Omsk          | KHL          | 53            | 6             | 6             | 12            | 34            | 3        | 0        | 1        | 1        | 0        |
| 2010/2011    | Metallurg Magnitogorsk | KHL          | 37            | 4             | 8             | 12            | 16            | 5        | 0        | 0        | 0        | 0        |
| 2011/2012    | Metallurg Magnitogorsk | KHL          | 51            | 4             | 4             | 8             | 22            | 10       | 0        | 1        | 1        | 4        |
| 2012/2013    | Rögle BK               | SHL          | 54            | 2             | 4             | 6             | 30            | —        | —        | —        | —        | —        |
| 2013/2014    | Kärpät Oulu            | Liiga        | 55            | 12            | 16            | 28            | 52            | 16       | 2        | 8        | 10       | 16       |
| 2014/2015    | Kärpät Oulu            | Liiga        | 59            | 11            | 10            | 21            | 26            | 12       | 2        | 3        | 5        | 2        |
| 2015/2016    | Kärpät Oulu            | Liiga        | 58            | 6             | 19            | 25            | 54            | 14       | 2        | 3        | 5        | 4        |
| 2016/2017    | Kärpät Oulu            | Liiga        | 48            | 7             | 15            | 22            | 26            | 2        | 0        | 0        | 0        | 0        |
| 2017/2018    | Kärpät Oulu            | Liiga        | 54            | 3             | 10            | 13            | 30            | 18       | 4        | 2        | 6        | 10       |
| 2018/2019    | Kärpät Oulu            | Liiga        | 58            | 6             | 10            | 16            | 47            | 17       | 1        | 3        | 4        | 2        |
| 2019/2020    | Kärpät Oulu            | Liiga        | 50            | 2             | 2             | 4             | 14            | —        | —        | —        | —        | —        |
| 2020/2021    | Kärpät Oulu            | Liiga        | 1             | 0             | 0             | 0             | 0             | —        | —        | —        | —        | —        |
| celkem v NHL | celkem v NHL           | celkem v NHL | 159           | 6             | 16            | 22            | 90            | 14       | 0        | 2        | 2        | 6        |
| celkem v KHL | celkem v KHL           | celkem v KHL | 141           | 14            | 18            | 32            | 72            | 18       | 0        | 2        | 2        | 4        |

### Reprezentační statistiky
| 1999                            | Finsko 18                       | MS18                            | 7  | 1 | 0 | 1 | 0  | Zlatá medaile    |
| 2001                            | Finsko 20                       | MSJ                             | 7  | 0 | 0 | 0 | 2  | Stříbrná medaile |
| 2005                            | Finsko                          | MS                              | 7  | 0 | 0 | 0 | 2  | 7. místo         |
| 2006                            | Finsko                          | ZOH                             | 2  | 0 | 0 | 0 | 0  | Stříbrná medaile |
| 2006                            | Finsko                          | MS                              | 9  | 2 | 0 | 2 | 8  | Bronzová medaile |
| 2007                            | Finsko                          | MS                              | 9  | 0 | 1 | 1 | 4  | Stříbrná medaile |
| 2009                            | Finsko                          | MS                              | 6  | 0 | 0 | 0 | 4  | 5. místo         |
| 2010                            | Finsko                          | ZOH                             | 6  | 0 | 1 | 1 | 4  | Bronzová medaile |
| 2010                            | Finsko                          | MS                              | 6  | 0 | 0 | 0 | 2  | 6. místo         |
| 2011                            | Finsko                          | MS                              | 9  | 0 | 0 | 0 | 0  | Zlatá medaile    |
| 2012                            | Finsko                          | MS                              | 10 | 0 | 1 | 1 | 0  | 4. místo         |
| 2013                            | Finsko                          | MS                              | 10 | 0 | 0 | 0 | 0  | 4. místo         |
| 2014                            | Finsko                          | ZOH                             | 6  | 0 | 0 | 0 | 2  | Bronzová medaile |
| 2016                            | Finsko                          | MS                              | 6  | 0 | 0 | 0 | 0  | Stříbrná medaile |
| 2017                            | Finsko                          | MS                              | 8  | 0 | 0 | 0 | 12 | 4. místo         |
| 2018                            | Finsko                          | ZOH                             | 5  | 1 | 0 | 1 | 2  | 6. místo         |
| Celkem v juniorské reprezentaci | Celkem v juniorské reprezentaci | Celkem v juniorské reprezentaci | 14 | 1 | 0 | 1 | 2  |                  |
| Celkem v seniorské reprezentaci | Celkem v seniorské reprezentaci | Celkem v seniorské reprezentaci | 99 | 3 | 3 | 6 | 40 |                  |